# Poletna liga Rudi Hiti 2007
Poletna liga Rudi Hiti 2007 je bil petnajsti turnir Poletna liga Rudi Hiti, ki je potekal med 24. in 26. avgustom 2007 v Ledeni dvorani na Bledu. V konkurenci klubov ECH Linz, ZM Olimpija, Acroni Jesenice in Briançon je zmagal Briançon. Najboljši strelec turnirja je bil Edo Terglav s sedmimi točkami.

## Tekme
*-po podaljšku.

### Prvi krog
| 24. avgust 2007 | ECH Linz | 0:4 | ZM Olimpija | Ledena dvorana, Bled |

| Poročilo tekme | Poročilo tekme | Poročilo tekme  | Poročilo tekme                                       | Poročilo tekme |
| -------------- | -------------- | --------------- | ---------------------------------------------------- | -------------- |
| Začetek: 16:00 |                | (0:1, 0:2, 0:1) | 01:24 Vnuk 09:54 Cvetek 28:33 Kontrec 54:24 Zupančič | Gledalci: 200  |

| 24. avgust 2007 | Acroni Jesenice | 2:3 | Briançon | Ledena dvorana, Bled |

| Poročilo tekme | Poročilo tekme             | Poročilo tekme  | Poročilo tekme                        | Poročilo tekme |
| -------------- | -------------------------- | --------------- | ------------------------------------- | -------------- |
| Začetek: 19:30 | Polončič 20:45 Remar 27:00 | (0:1, 2:2, 0:0) | 01:39 Terglav 24:11 Ruid 35:15 Dufour | Gledalci: 700  |

### Drugi krog
| 25. avgust 2007 | Briançon | 4:2 | ECH Linz | Ledena dvorana, Bled |

| Poročilo tekme | Poročilo tekme                                      | Poročilo tekme  | Poročilo tekme              | Poročilo tekme |
| -------------- | --------------------------------------------------- | --------------- | --------------------------- | -------------- |
| Začetek: 16:00 | Dufour 19:08 Terglav 48:19 Ruid 50:29 Ladanyi 59:54 | (1:2, 0:0, 3:0) | 07:10 Shearer 12:15 Shearer | Gledalci: 123  |

| 25. avgust 2007 | Acroni Jesenice | 3:4 | ZM Olimpija | Ledena dvorana, Bled |

| Poročilo tekme | Poročilo tekme                       | Poročilo tekme  | Poročilo tekme                                       | Poročilo tekme |
| -------------- | ------------------------------------ | --------------- | ---------------------------------------------------- | -------------- |
| Začetek: 19:30 | Rebolj 27:37 Vidmar 28:31 Varl 36:13 | (0:0, 3:1, 0:3) | 32:58 Yarema 45:55 Murič 47:15 Jardine 51:56 Jardine | Gledalci: 1200 |

### Tretji krog
| 26. avgust 2007 | ZM Olimpija | 0:3 | Briançon | Ledena dvorana, Bled |

| Poročilo tekme | Poročilo tekme | Poročilo tekme  | Poročilo tekme                               | Poročilo tekme |
| -------------- | -------------- | --------------- | -------------------------------------------- | -------------- |
| Začetek: 16:00 |                | (0:1, 0:0, 0:2) | 00:16 Dufour 42:20 Vidgren 48:20 Milovanovič | Gledalci: 222  |

| 26. avgust 2007 | ECH Linz | 5:4* | Acroni Jesenice | Ledena dvorana, Bled |

| Poročilo tekme | Poročilo tekme                                                       | Poročilo tekme       | Poročilo tekme                                            | Poročilo tekme |
| -------------- | -------------------------------------------------------------------- | -------------------- | --------------------------------------------------------- | -------------- |
| Začetek: 19:30 | Shearer 14:43 David 29:43 Lukas 43:19 Purdie 53:42 Charpentier 60:00 | (1:2, 1:1, 2:1, 1:0) | 06:36 Žagar 16:29 Terlikar 20:47 Matthiasson 59:49 Healey | Gledalci: 450  |

## Lestvica
| Poz | Klub            | OT | Z | P | ZPP | PPP | TOČ | PG | DG | GR |
| --- | --------------- | -- | - | - | --- | --- | --- | -- | -- | -- |
| 1.  | Briançon        | 3  | 3 | 0 | 0   | 0   | 9   | 10 | 4  | +6 |
| 2.  | ZM Olimpija     | 3  | 2 | 1 | 0   | 0   | 6   | 8  | 6  | +2 |
| 3.  | EHC Linz        | 3  | 0 | 2 | 1   | 0   | 2   | 7  | 12 | -5 |
| 4.  | Acroni Jesenice | 3  | 0 | 2 | 0   | 1   | 1   | 9  | 12 | -3 |

## Statistika

### Najboljši strelci
| Poz | Igralec              | Klub            | OT | G | A | TOČ | KM | GIV | GIM |
| --- | -------------------- | --------------- | -- | - | - | --- | -- | --- | --- |
| 1.  | Edo Terglav          | Briançon        | 3  | 2 | 5 | 7   | 4  | 2   | 0   |
| 2.  | John Ruid            | Briançon        | 3  | 2 | 4 | 6   | 2  | 1   | 0   |
| 3.  | Rob Shearer          | ECH Linz        | 3  | 2 | 3 | 5   | 2  | 1   | 1   |
| 4.  | Jean-François Dufour | Briançon        | 3  | 3 | 1 | 4   | 2  | 1   | 0   |
| 5.  | Derek Bekar          | Acroni Jesenice | 3  | 0 | 4 | 4   | 0  | 0   | 0   |
| 6.  | Tomaž Vnuk           | ZM Olimpija     | 3  | 1 | 2 | 3   | 0  | 0   | 0   |
| 6.  | Marco Charpentier    | ECH Linz        | 3  | 1 | 2 | 3   | 2  | 0   | 0   |
| 8.  | Alexandre Rouleau    | Briançon        | 3  | 0 | 3 | 3   | 6  | 0   | 0   |
| 9.  | Ryan Jardine         | ZM Olimpija     | 3  | 2 | 0 | 2   | 4  | 1   | 0   |
| 10. | Paul Healey          | Acroni Jesenice | 2  | 1 | 1 | 2   | 0  | 1   | 0   |

### Najboljši vratarji
| Poz | Igralec            | Klub            | OT | OMIN | PG | PGT  | SO | PGIV | PGIM |
| --- | ------------------ | --------------- | -- | ---- | -- | ---- | -- | ---- | ---- |
| 1.  | Christian Bronsard | Briançon        | 3  | 180  | 4  | 1,33 | 1  | 3    | 0    |
| 2.  | Alex Westlund      | ZM Olimpija     | 2  | 120  | 3  | 1,50 | 1  | 2    | 0    |
| 3.  | Gaber Glavič       | Acroni Jesenice | 1  | 60   | 3  | 3,00 | 0  | 1    | 0    |
| 3.  | Klemen Mohorič     | ZM Olimpija     | 1  | 60   | 3  | 3,00 | 0  | 1    | 0    |
| 5.  | Jürgen Penker      | ECH Linz        | 2  | 90   | 5  | 3,33 | 0  | 3    | 0    |
| 6.  | Andrej Hočevar     | Acroni Jesenice | 1  | 60   | 4  | 4,00 | 0  | 1    | 1    |
| 8.  | Patrick Machreich  | ECH Linz        | 2  | 90   | 7  | 4,66 | 0  | 2    | 0    |